# 西善町
西善町（にしぜんまち）は、群馬県前橋市の地名。郵便番号は379-2131。2013年現在の面積は2.25km2。

## 地理
前橋市の南部、利根川に注ぐ藤川左岸に位置している。北側には水田が多くある。

## 歴史
西善という地名は1876年からある。合併前の西善養寺村、両家村、横堀村、矢田村は一村であった。その後、分村したが年代は不詳である。合併前の4ヶ村は江戸時代頃からあり、西善養寺村、両家村は最初から前橋藩領、横堀村は幕府領と旗本松前氏領、のちに武蔵岩槻藩領と旗本松前氏領の相給となる。

### 年表
- 1876年 西善養寺村、両家村、横堀村、矢田村が合併して西善村が成立する。
- 1889年4月1日 町村制施行により、西善村は那波郡藤川村、飯塚村、上福島村、山王村、中内村、東善養寺村が合併し、那波郡上陽村となる。
- 1896年4月1日 郡合併に伴い、玉村町・芝根村・上陽村は佐波郡に所属する。
- 1957年8月1日 玉村町と上陽村とが合併し町名が玉村町となる。
- 1960年4月1日 玉村町の一部（西善、山王、中内、東善）と城南村の一部（駒形）は前橋市へ編入する。そのため前橋市西善町となる。

### 地名の由来
善養寺村の西に位置することに由来する。

## 世帯数と人口
2017年（平成29年）8月31日現在の世帯数と人口は以下の通りである。
| 町丁   | 世帯数  | 人口    |
| ------ | ------- | ------- |
| 西善町 | 744世帯 | 2,001人 |

## 小・中学校の学区
市立小・中学校に通う場合、学区は以下の通りとなる。
| 番地 | 小学校             | 中学校             |
| ---- | ------------------ | ------------------ |
| 全域 | 前橋市立山王小学校 | 前橋市立第七中学校 |

## 交通

### 鉄道
鉄道駅はない。

### 道路
北関東自動車道が通っているが国道は通っておらず、県道は群馬県道27号高崎駒形線が通っている。

## 施設
- 前橋市消防局南消防署
- 上陽保育園